# It Must Be a Dream
It Must Be a Dream is een Engelse single van de Belgische artiest Ignace uit 1973.
De B-kant van de single was het liedje More Than Sympathy.